# Anna Ström
Anna Karolina Ström, född Holmberg 21 augusti 1890 i Klara församling i Stockholm, död 7 mars 1968, var en svensk målare. 
Hennes föräldrar var bildhuggaren Karl August Holmberg och Katarina (Mina) Wass. Anna Ström fick sin utbildning vid Tekniska skolan i Stockholm och ägnade sig efter studierna med stafflimåleri.
År 1913 gifte hon sig med regissören Knut Ström. Med honom fick hon sonen Carl Johan Ström, som var scenograf vid Göteborgs stadsteater, och dottern Lillanna Söderberg, även hon scenograf. Anna Ström är begravd på Lidingö kyrkogård.